# Бочаровљево језеро
Бочаровљево језеро (енгл. Becharof Lake) је језеро у Сједињеним Америчким Државама. Налази се на територији америчке савезне државе Аљаске. Површина језера износи 1.173 ².